# Aeroportul Grand Canyon West
Aeroportul Grand Canyon West (IATA: GCW, FAA LID: 1G4) este un aeroport din Arizona, Statele Unite ale Americii ce deservește zona Grand Canyon West⁠(d). Aeroportul a fost tranzitat în 2019 de 265.768 de pasageri.
Situat la o altitudine de 1.471 m, aeroportul dispune de 1 pistă.

## Infrastructură

### Piste
Aeroportul dispune de o singură pistă. Pista 17/35 are suprafața de asfalt și dimensiunile 5.000 picioare × 75 picioare. 